# 1956
1956 (MCMLVI) a fost un an bisect al calendarului gregorian, care a început într-o zi de duminică.

## Evenimente

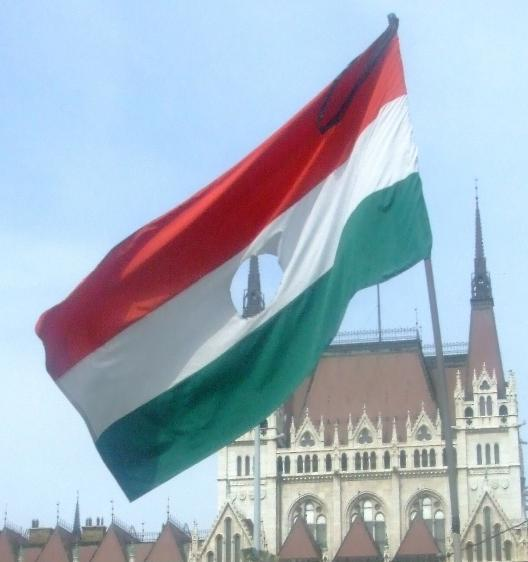
Revoluția maghiară din 1956

### Ianuarie
- 26 ianuarie: Jocurile Olimpice de Iarnă se deschid la Cortina d'Ampezzo, Italia.

### Februarie
- 14-26 februarie: Are loc cel de-al XX-lea Congres al Partidului Comunist al Uniunii Sovietice.
- 25 februarie: Nikita Hrușciov denunță cultul personalității și crimele lui Stalin.

### Martie
- 2 martie: Maroc devine stat independent față de Franța.
- 23 martie: Pakistan devine prima republică islamică.

### Aprilie
- 19 aprilie: Actrița americană, Grace Kelly, se căsătorește cu Rainier al III-lea de Monaco.

### Mai
- 1 mai: A fost înființat Institutul de Arheologie din București.
- 9 mai: Prima ascensiune pe Manaslu (8.156 m), Nepal al 8-lea munte ca înălțime din lume, de către o echipă japoneză.

### Iulie
- 8 iulie: Prima ascensiune pe Gasherbrum II (8.035 m), al 13-lea vârf ca înălțime din lume.
- 26 iulie: Egipt: Naționalizarea Canalului Suez.
- 27 iulie: România devine membru al Organizației Națiunilor Unite pentru Educație, Știință și Cultură (UNESCO), fondată în 1945.

### August
- 12 august: În fața Bisericii Piariștilor din Cluj are loc o manifestație anticomunistă, încheiată cu un memoriu de protest. Preotul Vasile Chindriș este arestat și condamnat la 7 ani de închisoare.
- 17 august: Republica Federală Germania interzice partidul comunist.
- 18 august: Episcopul Alexandru Rusu trimite un nou memoriu autorităților comuniste, după care este arestat și condamnat la 25 de ani de închisoare.

### Octombrie
- 23 octombrie: Revoluția ungară: Mii de demonstranți protestează la Budapesta împotriva guvernului pro-sovietic.
- 24 octombrie: Revoluția ungară: Uniunea Sovietică invadează Republica Populară Ungară.
- 27 octombrie: La București, Iași, Cluj și Timișoara au avut loc demonstrații studențești; una dintre cererile cele mai frecvente ce putea fi auzită era abolirea predării limbii ruse în școli și universități.
- 31 octombrie: Marea Britanie și Franța încep să bombardeze Egiptul pentru a forța redeschiderea Canalului Suez.

### Noiembrie
- 3 noiembrie: A fost înființată Opera Română din Iași, spectacolul inaugural fiind Tosca de G. Puccini.
- 4 noiembrie: Revoluția ungară: Ocuparea Ungariei de către armata sovietică și instalarea guvernului contrarevoluționar condus de János Kádár.
- 22 noiembrie: Sunt deschise Jocurile Olimpice de Vară de la Melbourne. România obține 13 medalii (5 aur, 3 argint, 5 bronz).

### Decembrie
- 18 decembrie: Japonia este admisă ca membru ONU.
- 31 decembrie: Se lansează programul național de televiziune TVR.

### Nedatate
- URSS restituie României câteva piese din tezaur: „Cloșca cu puii de aur”, manuscrise, câteva picturi și colecția numismatică a Academiei Române.

## Arte, știință, literatură și filozofie
- 5 ianuarie: Elvis Presley înregistrează Heartbreak Hotel.
- 15 noiembrie: Are loc premiera primului film al lui Elvis Presley, Love me tender, la cinematograful Paramount în New York, Statele Unite.

## Nașteri

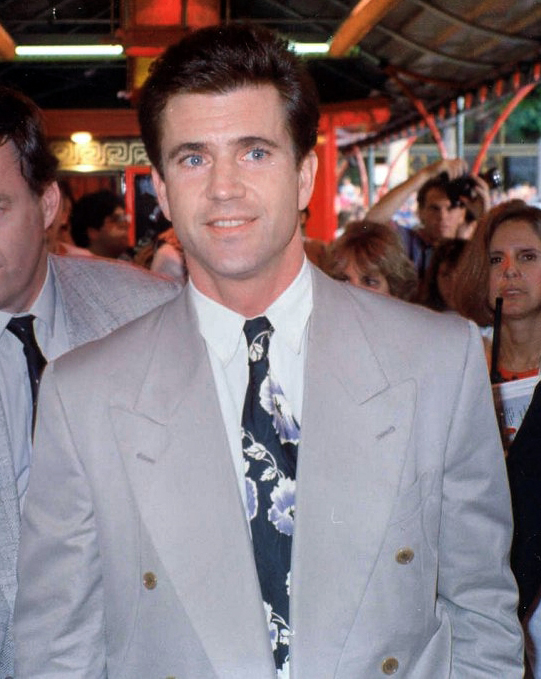
Mel Gibson, actor și regizor american
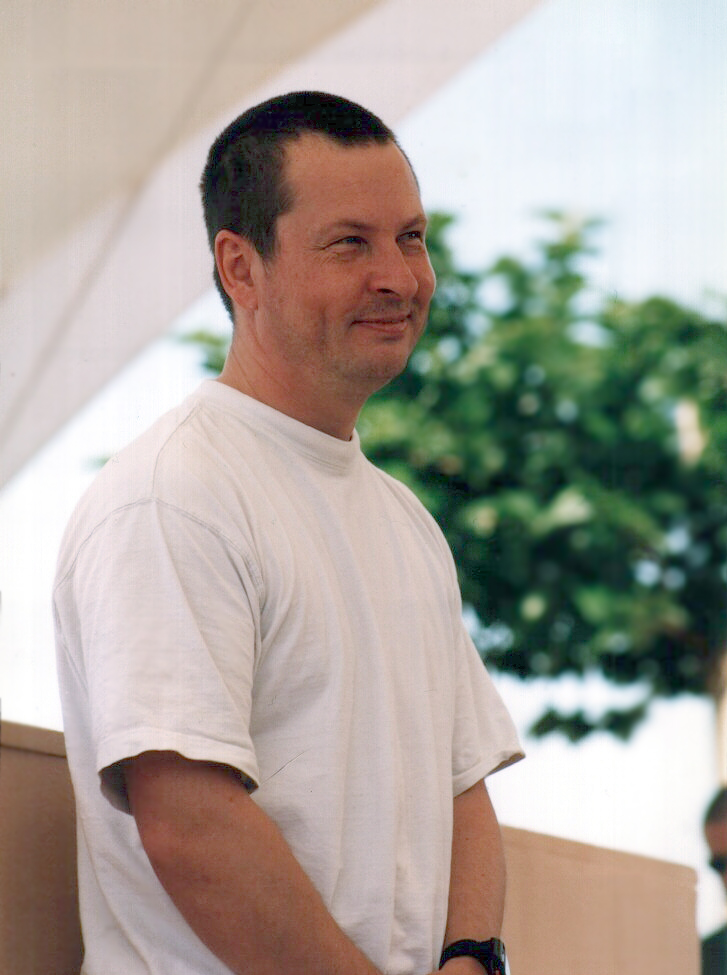
Lars von Trier, regizor danez
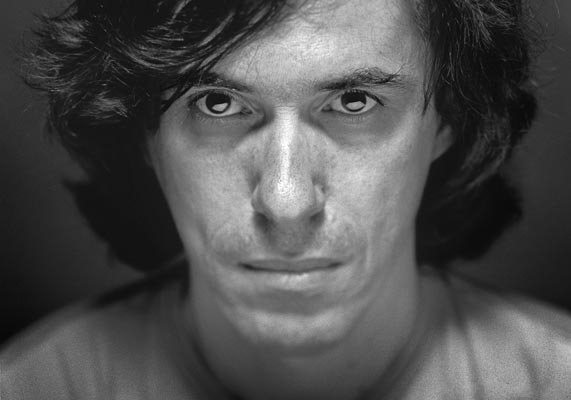
Mircea Cărtărescu, scriitor român

### Ianuarie
- 1 ianuarie: Marin Dragnea, fotbalist român
- 1 ianuarie: Christine Lagarde (n. Christine Madeleine Odette Lallouette), avocat francez, director general al FMI (din 2011)
- 2 ianuarie: Adrian Romcescu, cântăreț român
- 3 ianuarie: Mel Gibson (Mel Colm-Cille Gerard Gibson), actor și regizor american
- 4 ianuarie: Corina Casanova, politiciană elvețiană
- 5 ianuarie: Frank-Walter Steinmeier, ministru german de externe
- 8 ianuarie: Jack Womack, scriitor american
- 9 ianuarie: Imelda Staunton, actriță britanică
- 10 ianuarie: Zoia Alecu, muziciană română
- 10 ianuarie: Antonio Muñoz Molina, scriitor spaniol
- 11 ianuarie: Mihai Tănăsescu, politician român
- 12 ianuarie: Nikolai Noskov, cântăreț rus
- 13 ianuarie: Taye Atske Selassie, diplomat și politician etiopian, președinte al Etiopiei
- 14 ianuarie: Mircea Perpelea, politician român
- 19 ianuarie: Susan Solomon, chimistă americană
- 20 ianuarie: Mihai Niță, politician român
- 21 ianuarie: Geena Davis (n. Virginia Elizabeth Davis), actriță americană de film
- 21 ianuarie: Adeline Hazan, politiciană franceză
- 21 ianuarie: Íñigo Méndez de Vigo, politician spaniol
- 22 ianuarie: Barbara Kudrycka, politiciană poloneză
- 23 ianuarie: Kazumi Tsubota, fotbalist japonez (portar)
- 25 ianuarie: Johnny Cecotto, pilot venezuelean de Formula 1 și motociclist
- 28 ianuarie: Helmut Britz, publicist, traducător, poet și scriitor de limba germană din România
- 28 ianuarie: Alexander Fölker, handbalist român
- 29 ianuarie: Matei Vișniec, dramaturg, poet român stabilit în Franța

### Februarie
- 1 februarie: Alexandru Dorel Coc, politician român
- 1 februarie: Maria Fekter, politiciană austriacă
- 2 februarie: Jean-François Lamour, scrimer francez
- 2 februarie: Ștefan Rusu, sportiv român (lupte greco-romane)
- 3 februarie: Nathan Lane (n. Joseph Lane), actor american
- 3 februarie: Lee Ranaldo, muzician american
- 6 februarie: Yodrak Salakjai, muzician thailandez (d. 2008)
- 7 februarie: Françoise Castex, politiciană franceză
- 7 februarie: Zinaida Greceanîi, politiciană din R. Moldova
- 7 februarie: Nicolae Iliescu, scriitor, publicist român
- 9 februarie: Chenjerai Hove, scriitor din Zimbabwe (d. 2015)
- 10 februarie: Mariana Marin, poetă română (d.2003)
- 12 februarie: Ioan Cerchez, politician român
- 15 februarie: Michael Röckner, matematician german
- 19 februarie: Koharu Kisaragi, scriitoare japoneză (d. 2000)
- 20 februarie: François Bréda, eseist, poet, critic literar, traducător și dramaturg român (d. 2018)
- 20 februarie: Corneliu Ionescu, pictor român
- 22 februarie: Philip Kerr, romancier britanic (d. 2018)
- 24 februarie: Constantin Arcu, scriitor român
- 24 februarie: Sanda Toma, canotoare română
- 25 februarie: Simone Saback, muziciană braziliană
- 26 februarie: Milan Babić, politician sârb (d. 2006)
- 26 februarie: Michel Houellebecq, scriitor francez
- 28 februarie: Ștefan-Francisc Csutak, politician român

### Martie
- 1 martie: Dalia Grybauskaitė, președinta Lituaniei (din 2009)
- 3 martie: Zbigniew Boniek, fotbalist polonez (atacant)
- 3 martie: Ioan Stan, politician român
- 5 martie: Mario Agiu, fotbalist și antrenor român
- 9 martie: Alejandro Giammattei, politician guatemalez, al 51-lea președinte al Guatemalei (2020 - 2024)
- 13 martie: Răducu Filipescu, politician român
- 15 martie: Marin Radu (Radu II), fotbalist român (atacant)
- 16 martie: Vladimír Godár, compozitor slovac
- 16 martie: Veaceslav Semionov, manager din R. Moldova (d. 2020)
- 17 martie: Mihail Șleahtițchi, politician din R. Moldova
- 18 martie: Alfredo Antoniozzi, politician italian
- 19 martie: Egor Gaidar, economist rus (d. 2009)
- 20 martie: Catherine Ashton, politiciană britanică
- 22 martie: Maria Teresa, Mare Ducesă de Luxemburg
- 23 martie: Graham Watson, politician britanic
- 24 martie: Steve Ballmer, om de afaceri american și CEO al Microsoft
- 24 martie: Reinhardt Søbye, pictor norvegian
- 26 martie: Nelu Pujină, politician român
- 27 martie: Floarea Calotă, interpretă română de muzică populară
- 30 martie: Theo Breuer, scriitor german
- 31 martie: Kevin Cogan, pilot american de Formula 1

### Aprilie
- 1 aprilie: Monica Rohan, scriitoare română
- 2 aprilie: Shigemitsu Sudo, fotbalist japonez
- 6 aprilie: Claudio Rodríguez Fer, scriitor spaniol
- 6 aprilie: Florin Nicolae Muntean, politician român
- 7 aprilie: Daniel Corbu, critic literar român
- 7 aprilie: Nicu Niță, politician român
- 10 aprilie: Ene Dinga, politician român
- 10 aprilie: Adrian-Constantin Pitca, politician român
- 10 aprilie: Gianluca Susta, politician italian
- 10 aprilie: Masafumi Yokoyama, fotbalist japonez (atacant)
- 12 aprilie: Andy Garcia, actor și regizor american de film, de origine cubaneză
- 12 aprilie: Scott Frederick Turow, avocat și scriitor american
- 13 aprilie: Ioan T. Morar, scriitor, jurnalist român
- 14 aprilie: Romulus Bulacu, politician român
- 16 aprilie: Catherine Colonna, diplomat și om politic francez, ambasadoare a Franței
- 18 aprilie: Eric Anthony Roberts, actor american de film
- 19 aprilie: Volen Siderov, politician bulgar
- 22 aprilie: Natalia Sumska, actriță ucraineană
- 24 aprilie: Florin Constantinescu, politician român
- 24 aprilie: Hisashi Kato, fotbalist japonez
- 26 aprilie: Mansour Bahrami, jucător iranian de tenis
- 28 aprilie: Florin Cârciumaru, politician român
- 29 aprilie: Florin Călinescu, actor român de film, teatru și realizator de emisiuni TV
- 29 aprilie: Ernst Strasser, politician austriac
- 30 aprilie: Cristache Rădulescu, politician român
- 30 aprilie: Lars von Trier, regizor danez

### Mai
- 2 mai: Vasile Pușcașu, luptător român
- 5 mai: Ștefan Mitroi, scriitor român
- 7 mai: Jan Peter Balkenende, politician neerlandez
- 7 mai: Stuart Scott Bullock, actor american
- 8 mai: Ioan Ghișe, politician român
- 8 mai: Dumitru Moraru, fotbalist român (portar)
- 8 mai: Victor Pițurcă, fotbalist (atacant) și antrenor român
- 8 mai: Daniela Popa, politician român
- 10 mai: Vladislav Listiev, jurnalist rus (d. 1995)
- 12 mai: Dorin Florea, politician român
- 12 mai: Ilan Ghilon, politician israelian (d.2022)
- 13 mai: Vasile Popovici, politician român
- 15 mai: William M. Arkin, jurnalist american
- 15 mai: Gino Iorgulescu, fotbalist român, președinte LPF (din 2013)
- 15 mai: Ion Pantelimonescu, scrimer român
- 17 mai: Bob Saget, actor și comedian american (d. 2022)
- 20 mai: Ingvar Ambjørnsen, scriitor norvegian (d.2025)
- 20 mai: Mihai Carp, politician român
- 20 mai: Greg Massialas (Gregory David Demetrius Massialas), antrenor american de scrimă
- 21 mai: Constantin Dudu Ionescu, politician român
- 21 mai: Constantin Ionescu, deputat român
- 22 mai: Dumitru Gheorghiu, filosof român
- 23 mai: Daniela Condurache, interpretă română de muzică populară din zona Moldovei
- 24 mai: Natalie Griesbeck, politiciană franceză
- 24 mai: Sorin Macavei, voleibalist român
- 25 mai: Stavros Arnaoutakis, politician grec
- 25 mai: Jenică Gioacăș, politician român
- 26 mai: Neil Parish, politician britanic
- 26 mai: Doru-Adrian Pănescu, politician român
- 27 mai: Giuseppe Tornatore, regizor italian
- 28 mai: Marcel Tolcea, poet, eseist și publicist român, specialist în jurmalism și în științele comunicării
- 28 mai: George Volceanov, traducător român
- 29 mai: La Toya Jackson, cântăreață americană
- 30 mai: David Sassoli, politician social-democrat italian, președinte al Parlamentului European (d. 2022)
- 31 mai: Viorel Manole, voleibalist român

### Iunie
- 1 iunie: Mircea Cărtărescu, scriitor și critic român
- 3 iunie: Marcela Zsak, scrimeră română
- 4 iunie: Keith David, actor american
- 4 iunie: Bernd Posselt, politician german
- 5 iunie: Eugen Nicolicea, politician român
- 6 iunie: Björn Rune Borg, jucător suedez de tenis
- 7 iunie: Gyöngyi Pásztor, pictoriță română
- 8 iunie: Udo Bullmann, politician german
- 10 iunie: Barrington Henderson (Barrington Scott Henderson), cântăreț american
- 15 iunie: Veaceslav Untilă, politician din R. Moldova
- 20 iunie: Olga Gurievscaia, balerină din R. Moldova
- 20 iunie: Tim Weiner, jurnalist american
- 23 iunie: Endre Bereczki, politician român
- 23 iunie: Șerban Valeca, politician român (d.2022)
- 25 iunie: Boris Trajkovski, politician macedonean (d. 2004)
- 26 iunie: Amma Darko, scriitoare ghaneză
- 28 iunie: Bakir Izetbegović, politician bosniac
- 28 iunie: Mircea Rusu, actor român de film, teatru și TV
- 29 iunie: Petre Petrescu, politician român
- 30 iunie: Marie-Anne Isler-Béguin, politiciană franceză

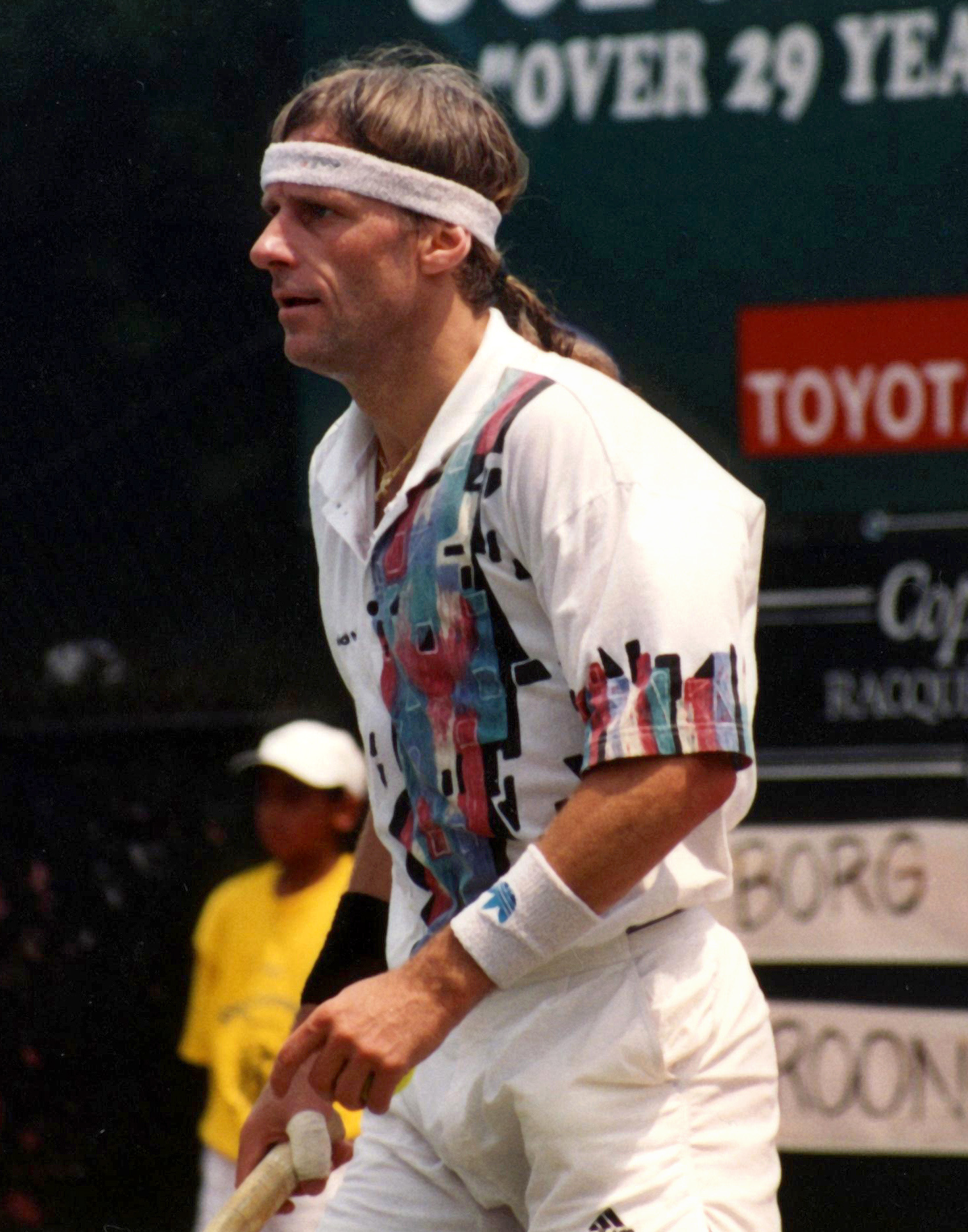
Björn Borg, jucător suedez de tenis de câmp
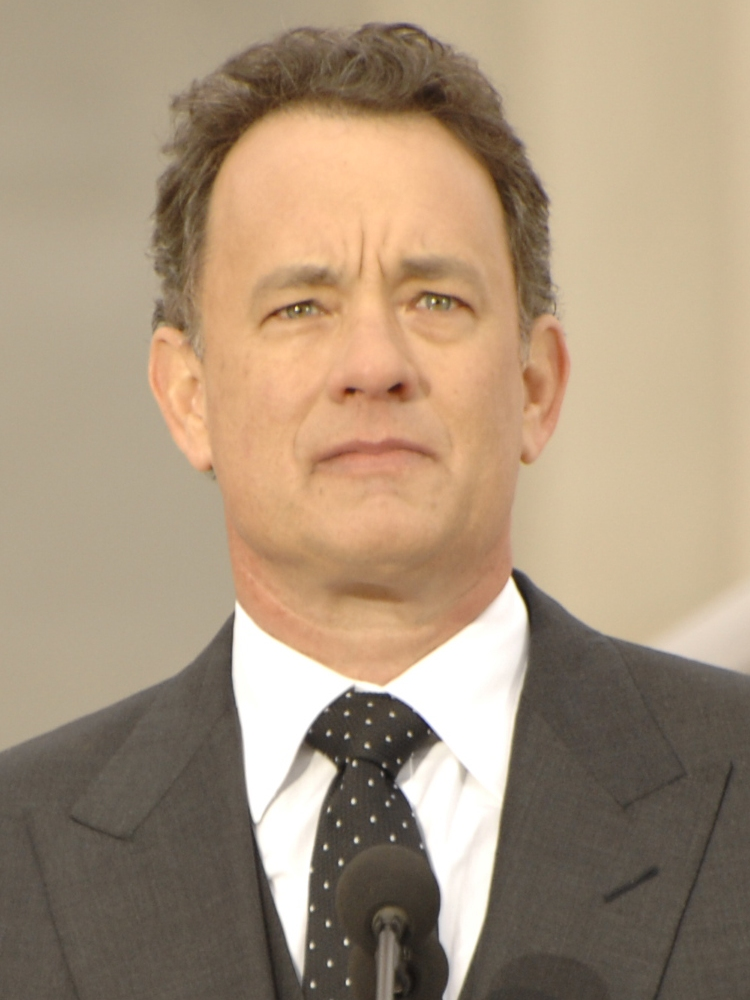
Tom Hanks, actor american, laureat Oscar
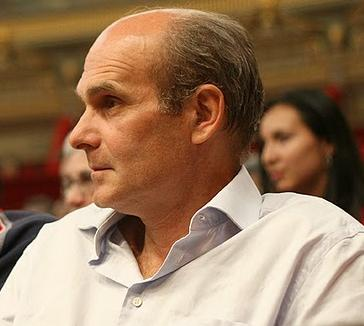
Cristian Tudor Popescu, jurnalist și scriitor român

### Iulie
- 1 iulie: Mihai Sandu-Capră, politician român
- 4 iulie: Anne Laperrouze, politiciană franceză
- 5 iulie: Horacio Cartes, politician paraguayan
- 5 iulie: Mariana Constantinescu, canotoare română
- 5 iulie: Péter Eckstein-Kovács, om politic român de etnie maghiară
- 9 iulie: Tom Jeffrey Hanks, actor american de film, laureat al Premiului Oscar
- 11 iulie: Petru Lucaci, pictor român
- 11 iulie: Ovidiu Tender, om de afaceri român
- 12 iulie: Paul Ciuci, vocalist, chitarist și compozitor român (Compact)
- 12 iulie: Riitta Myller, politiciană finlandeză
- 13 iulie. Dumitru-Mugurel Vintilă, politician român
- 14 iulie: Constantin Berechet, politician român
- 16 iulie: Jerry Doyle, actor american (d. 2016)
- 18 iulie: Ilie Niță, politician român
- 19 iulie: K. A. Applegate (Katherine Alice Applegate), scriitoare americană
- 20 iulie: Anatol Arhire, politician din R. Moldova
- 22 iulie: Gregg Leonard Semenza, profesor universitar american, laureat al Premiului Nobel (2019)
- 24 iulie: Alima Boumediene-Thiery, politiciană franceză
- 24 iulie: Marianne Thyssen, politiciană belgiancă
- 25 iulie: Sonia-Maria Drăghici, politiciană română (d. 2016)
- 25 iulie: Valeriu Găină, muzician american
- 25 iulie: Thomas Ulmer, politician german
- 26 iulie: Vasile Blaga, politician român, președinte al PDL (2012-2014)
- 26 iulie: Cezar Măgureanu, politician român
- 27 iulie: Hubert Gorbach, politician austriac
- 30 iulie: Gheorghe Susarenco, politician din R. Moldova (d. 2014)
- 31 iulie: Michael Connell Biehn, actor american
- 31 iulie: Paul-Marie Coûteaux, politician francez

### August
- 1 august: Sofia Corban, canotoare română
- 4 august: Tudor Cataraga, jurnalist din R. Moldova (d. 2010)
- 4 august: Luigi Negri, arhitect și politician italian
- 8 august: Miron Tudor Mitrea, politician român
- 9 august: Hugh Cook, scriitor britanic (d. 2008)
- 11 august: Pierre-Louis Lions, matematician francez laureat cu Medalia Fields
- 15 august: Tudor-Marius Munteanu, politician român
- 21 august: Fadia Faqir, scriitoare britanică
- 22 august: Paolo Rossi, fotbalist italian (atacant) (d.2020)
- 25 august: Takeshi Okada, fotbalist japonez
- 28 august: Corneliu Bichineț, politician român
- 30 august: Adrian Streinu-Cercel, medic infecționist și cercetător român
- 3 septembrie: Nóra Görbe, actriță maghiară
- 3 septembrie: Roberto Musacchio, politician italian
- 6 septembrie: Petr Duchoň, politician ceh
- 6 septembrie: Costel Gheorghiu, politician român (d. 2009)
- 6 septembrie: Anatolie Labuneț, politician din R. Moldova
- 8 septembrie: Stefan Johansson, pilot suedez de Formula 1
- 8 septembrie: Vasile Nistor, politician român
- 9 septembrie: Silviu Lung, fotbalist român (portar)
- 13 septembrie: Ilie Balaci, fotbalist român (d. 2018)
- 20 septembrie: Răzvan Petrescu, dramaturg, editor și prozator român
- 21 septembrie: Victor Știr, jurnalist român
- 22 septembrie: Gheorghe Cojocari, economist din R. Moldova
- 22 septembrie: Clive Needle, politician britanic
- 25 septembrie: Iuliu Nosa, politician român
- 30 septembrie: Dan Ionescu, politician român
- 30 septembrie: Dan Stanca, scriitor român

### Octombrie
- 1 octombrie: Theresa Mary May (n. Theresa Mary Brasier), politiciană britanică, prim-ministru (2016-2019)
- 1 octombrie: Cristian Tudor Popescu, jurnalist și scriitor român
- 2 octombrie: Adrian Daminescu, cântăreț și compozitor român
- 2 octombrie: Cornel Nica, politician român
- 2 octombrie: Constantin Stancu, fotbalist român
- 3 octombrie: Dorel Banabic, inginer român
- 4 octombrie: Rodin Traicu, politician român
- 9 octombrie: Daniel Vighi, scriitor român (d.2022)
- 11 octombrie: Catrinel Dumitrescu, actriță română de film și teatru
- 11 octombrie: Nicolae Ungureanu, fotbalist român
- 12 octombrie: Dale Archer, medic psihiatru american
- 12 octombrie: Tran Dai Quang, politician vietnamez (d. 2018)
- 12 octombrie: Mihai Gruia Sandu, actor român
- 14 octombrie: Constanze Krehl, politician german
- 15 octombrie: Maria da Assunção Esteves, politiciană portugheză
- 18 octombrie: Martina Navratilova, jucătoare cehă de tenis
- 21 octombrie: Carrie Fisher, actriță americană, scriitoare, producătoare și umoristă (d. 2016)
- 23 octombrie: Robert Evans, politician britanic
- 23 octombrie: Joaquin Jimenez, pictor francez
- 24 octombrie: Mihail Genoiu, politician român
- 25 octombrie: Augustin Lazăr, avocat român, procuror general (2016-2019)
- 25 octombrie: Livia Doina Stanciu, juristă română, președinta ÎCCJ (2009-2016)
- 28 octombrie: Volker Zotz, filosof austriac, de origine germană
- 29 octombrie: Iulian-Gabriel Bîrsan, politician român (d. 2022)

### Noiembrie
- 1 noiembrie: Gheorghe Poenaru, fotbalist român
- 6 noiembrie: Monica-Mihaela Știrbu, politiciană română
- 7 noiembrie: Jonathan Palmer, pilot britanic de Formula 1
- 11 noiembrie: Mihail-Constantin Eremia, profesor universitar român (d. 2006)
- 14 noiembrie: Keith Alexander, fotbalist britanic (atacant), (d. 2010)
- 14 noiembrie: Vasile Muraru, actor român de comedie
- 15 noiembrie: Ioan Buda, politician român
- 15 noiembrie: Michael Hampton, muzician american
- 20 noiembrie: Mihaela Anamaria Biriș, politiciană română
- 20 noiembrie: Bo Derek (n. Mary Cathleen Collins), actriță americană
- 21 noiembrie: Mitsugu Nomura, fotbalist japonez
- 22 noiembrie: Fernando Gomes (Fernando Mendes Soares Gomes), fotbalist portughez (atacant) (d.2022)
- 23 noiembrie: Elena Covalenco, politiciană din R. Moldova
- 25 noiembrie: Hélène Goudin, politiciană suedeză
- 26 noiembrie: Iurie Țap, politician din R. Moldova
- 27 noiembrie: William Fichtner, actor american
- 27 noiembrie: Mariana Simionescu, jucătoare română de tenis
- 29 noiembrie: Katrin Saks, politiciană estoniană

### Decembrie
- 3 decembrie: Ewa Kopacz, politiciană poloneză
- 6 decembrie: Arthur Golden, scriitor american
- 6 decembrie: Peter Buck (Peter Lawrence Buck), muzician american, chitaristul formației americane de rock alternativ R.E.M.
- 7 decembrie: Rebecca Harms, politiciană germană
- 9 decembrie: Kari Bremnes, cântăreață norvegiană
- 9 decembrie: Baruch Goldstein, medic american (d. 1994)
- 9 decembrie: Imangali Tasmagambetov, prim-ministru al Kazahstanului (2002-2003)
- 9 decembrie: Jean-Pierre Thiollet, scriitor francez
- 9 decembrie: Nicolae Tilihoi, fotbalist român (d. 2018)
- 10 decembrie: Nicolae Băciuț, jurnalist român
- 13 decembrie: Majida El Roumi, cântăreață libaneză
- 18 decembrie: Schelte John Bus, astronom american
- 19 decembrie: Jens Fink-Jensen, scriitor danez
- 19 decembrie: Richard Phillips, scriitor american
- 20 decembrie: Guy Babylon, compozitor american (d. 2009)
- 20 decembrie: Ivan Ionaș, politician din R. Moldova (d. 2014)
- 23 decembrie: Stephen Pate Bray, muzician american
- 23 decembrie: Dave Michael Murray, muzician britanic (Iron Maiden)
- 23 decembrie: Lidia Șuleva, politiciană bulgară
- 24 decembrie: Neena Gill, politiciană britanică
- 24 decembrie: Irene Khan, avocată din Bangladesh
- 25 decembrie: Rodica Negrea, actriță română
- 27 decembrie: Doina Melinte (n. Doina Beșliu), sportivă română (atletism)
- 31 decembrie: Robert Goodwill, politician britanic

## Decese
- 15 ianuarie: Ion C. Marinescu, 69 ani, politician român, ministru al economiei naționale (1941 - 1942) și ministru al justiției (1942 - 1944), (n. 1886)
- 21 ianuarie: Constantin C. Brătianu, 68 ani, om politic român (n. 1887)

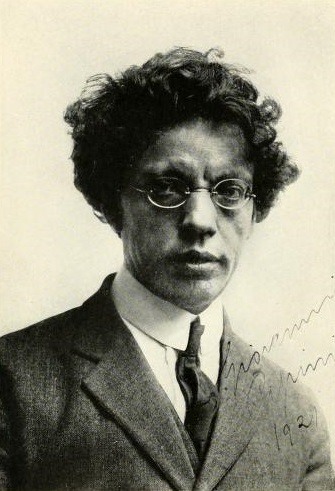
Giovanni Papini, scriitor italian
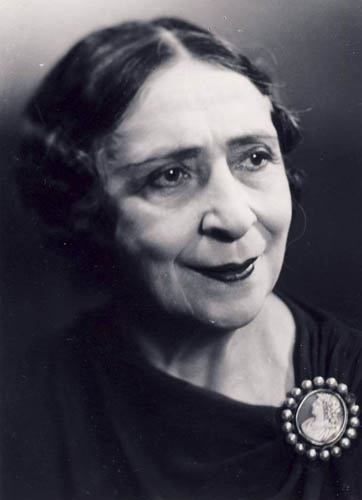
Maria Filotti, actriță română
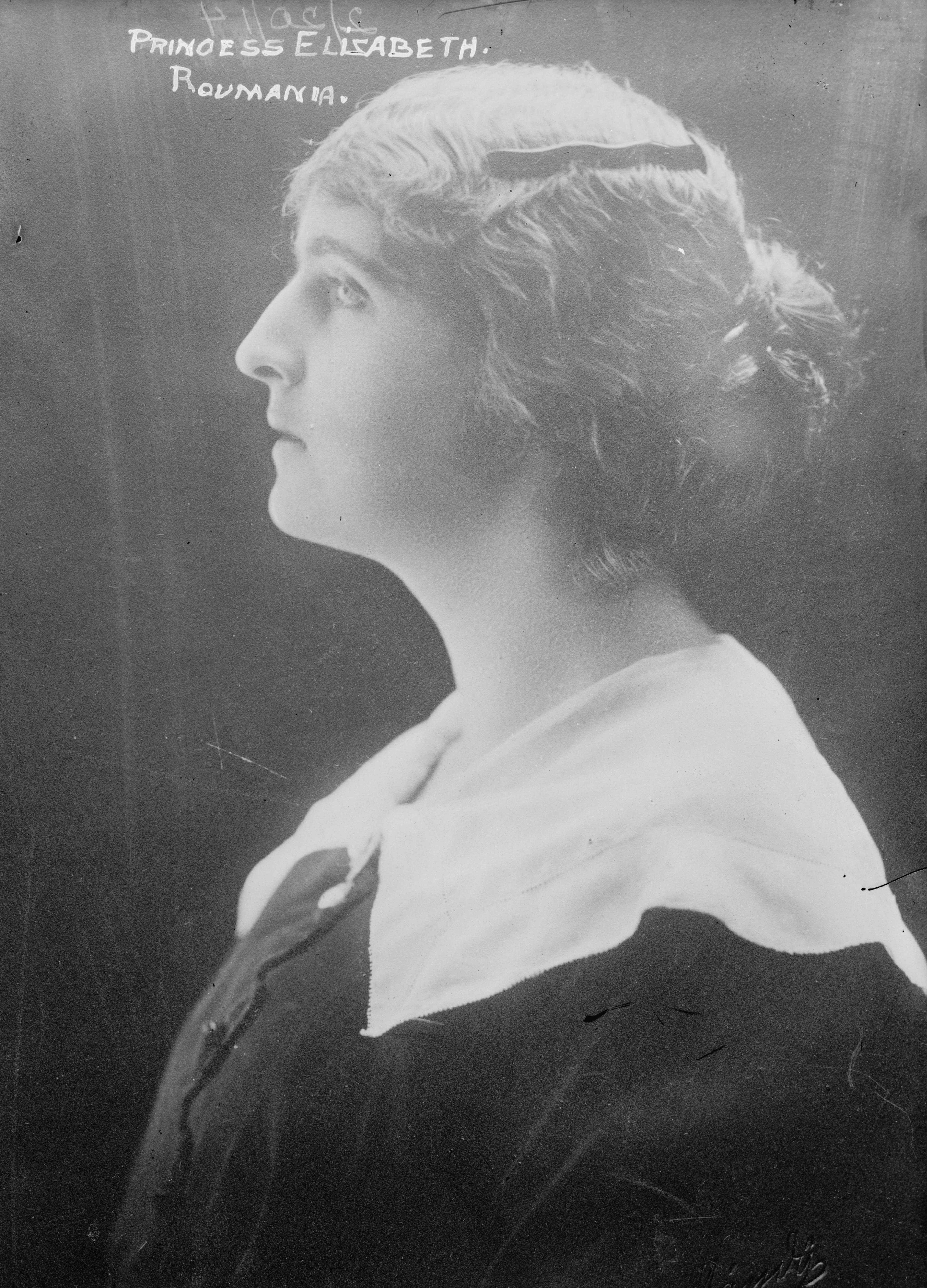
Elisabeta a României
Nicolae Labiș, poet român

- 23 ianuarie: Alexander Korda, 62 ani, regizor britanic de origine maghiară (n. 1893)
- 23 ianuarie: Daniel Swarovski, 93 ani, inginer austriac (n. 1862)
- 25 ianuarie: Alexandru Țupa, 69 ani, medic român (n. 1886)
- 28 ianuarie: Marie Juchacz (n. Marie Gohlke), 76 ani, politiciană germană (n. 1879)
- 6 februarie: Henri Chrétien, 77 ani, astronom francez (n. 1879)
- 11 februarie: Serghei Blajko, 85 ani, astronom rus (n. 1870)
- 16 februarie: Constantin V. Gheorghiu, 61 ani, chimist român (n. 1894)
- 16 februarie: Ștefan Irimescu, 84 ani, medic român, fondator al școlii românești de pneumoftiziologie (n. 1871)
- 18 februarie: Gustave Charpentier, 95 ani, compozitor francez (n. 1860)
- 20 februarie: Heinrich Barkhausen (Heinrich Georg Barkhausen), 74 ani, fizician german (n. 1881)
- 28 februarie: Frigyes Riesz, 75 ani, matematician maghiar (n. 1880)
- 18 martie: Louis Bromfield, 60 ani, scriitor american (n. 1896)
- 4 aprilie: Ágnes Esterházy, 65 ani, actriță maghiară (n. 1891)
- 13 aprilie: Emil Nolde (n. Hans Emil Hansen), 89 ani, pictor german (n. 1867)
- 21 aprilie: Stan Golestan, 80 ani, compozitor român (n. 1875)
- 26 aprilie: Edward Arnold (Günther Edward Arnold Schneider), 66 ani, actor american (n. 1890)
- 11 mai: Walter Sydney Adams, 79 ani, astronom american (n. 1876)
- 16 mai: Marcel Griaule, etnolog și africanist francez (n. 1898)
- 22 mai: Ion Călugăru (n. Ștrul Leiba Croitoru), 54 ani, scriitor român (n. 1902)
- 29 mai: Hermann Abendroth (Hermann Paul Maximilian Abendroth), 73 ani, dirijor german (n. 1883)
- 29 mai: Johannes Jørgensen, 89 ani, scriitor danez (n. 1866)
- 10 iunie: Sorana Gurian (n. Sara Gurfinchel), 42 ani, jurnalistă română (n. 1913)
- 17 iunie: Arthur Văitoianu, 92 ani, general român din Primul Război Mondial (n. 1864)
- 23 iunie: Michael Arlen, 60 ani, scriitor armean (n. 1895)
- 25 iunie: Ernest King (Ernest Joseph King), 77 ani, amiral american (n. 1878)
- 29 iunie: Mitty Goldin (n. Moise Goldin), 61 ani, impresar francez, originar din România (n. 1895)
- 6 iulie: Constantin Narly, 60 ani, scriitor român (n. 1896)
- 7 iulie: Iza Kremer, 68 ani, cântăreață de origine rusă și evreiască (n. 1887)
- 8 iulie: Giovanni Papini, 75 ani, scriitor italian (n. 1881)
- 6 august: Ioan Gh. Popovici, 70 ani, general român din al Doilea Război Mondial. (n. 1885)
- 11 august: Jackson Pollock (Paul Jackson Pollock), 44 ani, pictor american (n. 1912)
- 12 august: Gianpiero Combi, 53 ani, fotbalist italian (portar), (n. 1902)
- 13 august: Yakub Kolas, 73 ani, scriitor belarus (n. 1882)
- 14 august: Bertolt Brecht (Eugen Berthold Friedrich Brecht), 58 ani, dramaturg, poet și regizor de teatru german (n. 1898)
- 14 august: Konstantin von Neurath (Konstantin Hermann Karl von Neurath), 83 ani, general german și criminal de război nazist (n. 1873)
- 16 august: Béla Lugosi (n. Béla Ferenc Dezső Blaskó), 73 ani, actor maghiar (n. 1882)
- 16 august: Theodor Pallady, 85 ani, pictor român (n. 1871)
- 2 septembrie: Maria Henrietta de Austria, 73 ani  (n. 1883)
- 8 septembrie: Gerrit Bolkestein, 84 ani, politician din Țările de Jos (n. 1871)
- 11 septembrie: Lucien Febvre (Lucien Paul Victor Febvre), 78 ani, istoric francez (n. 1878)
- 12 septembrie: Hans Carossa, 77 ani, scriitor german (n. 1878)
- 16 septembrie: Avram Leib Zissu, 68 ani, scriitor român de etnie evreiască (n. 1888)
- 6 octombrie: Constantin N. Ionescu, 51 ani, chimist român (n. 1905)
- 16 octombrie: Jules Rimet, 83 ani, fotbalist francez, președinte FIFA (1921-1954), (n. 1873)
- 26 octombrie: Walter Gieseking, 60 ani, muzician german (n. 1895)
- 30 octombrie: Pío Baroja (Pío Baroja y Nessi), 83 ani, scriitor spaniol (n. 1872)
- 30 octombrie: Marele Duce Andrei Vladimirovici al Rusiei, 77 ani (n. 1879)
- 3 noiembrie: Jean Metzinger, 73 ani, pictor francez (n. 1883)
- 4 noiembrie: Ioan Popescu-Cilieni, 50 ani, istoric român (n. 1906)
- 5 noiembrie: Maria Filotti, 73 ani, actriță română de film și teatru (n. 1883)
- 9 noiembrie: Aino Kallas (Aino Krohn Kallas), 78 ani, scriitoare finlandeză (n. 1878)
- 10 noiembrie: Victor Young (Albert Victor Young), 56 ani, compozitor american (n. 1900)
- 14 noiembrie: Elisabeta a României, 62 ani, fiica Regelui Ferdinand I și a Reginei Maria (n. 1894)
- 23 noiembrie: Jean Alexandru Steriadi, 76 ani, pictor român (n. 1880)
- 26 noiembrie: Constantin C. Popovici, 78 ani, matematician și astronom român (n. 1878)
- 6 decembrie: Derenik Demirgian, 79 ani, scriitor american (n. 1877)
- 8 decembrie: Muhammad Husayn Haykal, 68 ani, scriitor egiptean (n. 1888)
- 8 decembrie: Prințesa Marie Louise de Schleswig-Holstein, 84 ani (n. 1872)
- 22 decembrie: Nicolae Labiș (aka Niculai Mălin), 21 ani, poet român (n. 1935)

## Premii Nobel
- Fizică: William Bradford Shockley, John Bardeen, Walter Houser Brattain (SUA)
- Chimie: Sir Cyril Norman Hinshelwood (Regatul Unit), Nikolay Nikolaevich Semenov (URSS)
- Medicină: André Frédéric Cournand (Franța), Werner Forssmann (Germania), Dickinson William Richards (SUA)
- Literatură: Juan Ramón Jiménez (Spania)
- Pace: O treime din premiul in bani a fost alocat Fondului Principal, iar celelalte două treimi au fost alocate Fondului Special aferent acestei categorii.